# Неклассифицированные языки
Неклассифицированные языки — языки, у которых не выяснена генетическая принадлежность к какой-либо семье языков, как правило из-за нехватки данных и/или малого количества исследований. Если же данных достаточно, но даже после усиленных попыток родство с другими языками не установлено, такой язык считается изолированным.
Определение генетической принадлежности может быть затруднено по нескольким причинам:
- Отсутствие живых родственников. У изолированного языка в древности могли существовать родственные языки, но если они все вымерли, то их изучение и сравнение либо невозможно, либо значительно затруднено.
- Малоизученность языка. Для однозначной классификации может быть недостаточно данных, особенно если язык сам является вымершим.
- Множество накопленных различий. В языке за время его существования могут накопиться множество заимствований из языков разных языковых семей. Кроме того, если язык отделился от праязыка достаточно давно, то он может значительно отличаться от других языков, развившихся из того же языка-предка.

## Примеры
Отсутствие данных из-за труднодоступности языка:
- язык вейто† (Эфиопия)
- сентинельский язык (на острове Северный Сентинел — одном из Андаманских островов (Индия), куда закрыт доступ для внешнего мира)

Отсутствие и нехватка данных для исчезнувшего языка:
- минойский язык
- касситский язык
- иберский язык
- пиктский язык
- Банановые языки — языки дошумерского и досемитского населения Междуречья

Нехватка данных:
- бунг (Камерун)
- кудьярге (Чад)
- луфу (Нигерия)

Очевидные отличия от соседних языков и нехватка данных и исследований для дальнейших выводов
- бангери (Мали) — ранее причислялся к догонским языкам
- джалаа† (Нигерия)
- мпре[англ.]† (Гана)
- оропом † (Уганда)

Родство не установлено, но мнения учёных о возможных связях расходятся (более близкий к изолированным языкам случай)
- бирале (онгота) (Эфиопия)
- куаза (Бразилия)[1]
- лаал (Чад)
- шабо (микеир) (Эфиопия)

Также в эту категорию попадают языки, само существование которых под вопросом:
- имраген (Мавритания)
- немади (Мавритания)
- рер-баре — Эфиопия (вымер, если когда-либо существовал)
- вутана (Нигерия)
- малахель (Афганистан)
- мукха-дора (Индия)